# رود سوکولوک
رود سوکولوک (قرقیزی: Сокулук) یک رودخانه در کشور قرقیزستان است. 